# 比利亚娜·普拉夫希奇
比利亚娜·普拉夫希奇（1930年7月7日—），波黑塞族政治人物。1996年7月19日至1998年11月4日，担任塞族共和国第2任总统。2001年，前南斯拉夫问题国际刑事法庭指控其在波斯尼亚战争中犯有种族灭绝、反人类罪和战争罪等8项罪名。2003年2月被前南刑庭以犯有反人类罪判处11年监禁，同年开始在瑞典服刑；由于服刑期间表现良好，2009年10月提前获释。